# Сан Пјеро ин Кампо
Сан Пјеро ин Кампо је насеље у Италији у округу Ливорно, региону Тоскана.
Према процени из 2011. у насељу је живело 589 становника. Насеље се налази на надморској висини од 218 м.